# Exhalimolobos arabioides
Exhalimolobos arabioides är en korsblommig växtart som först beskrevs av Muschler, och fick sitt nu gällande namn av Al-shehbaz och C. Donovan Bailey. Exhalimolobos arabioides ingår i släktet Exhalimolobos och familjen korsblommiga växter. Inga underarter finns listade i Catalogue of Life.